# História de Tibagi
A História de Tibagi teve início quando os primitivos indígenas começaram a ocupar a região. Posteriormente, expedições de bandeirantes paulistas e expedições paranaenses foram levadas até as margens do rio Tibagi, atraídas pelas notícias de que sob suas águas se escondiam grandes quantidades de ouro e pedras preciosas, especialmente diamantes.
No final do século XVII se estabeleceram os primeiros povoadores portugueses. Fazendo parte da Caminho das Tropas, além das águas, pedras e cachoeiras que convidam para aventuras, um dos maiores atrativos é o Parque Estadual Guartelá, atravessado pelo rio Iapó, oferece excelentes pontos de interesse natural, como a cachoeira da ponte de pedra uma queda d'água com cerca de 200m de altura, o Canyon Guartelá ou Canyon do Iapó, o sexto maior do mundo, e o Salto Santa Rosa, uma cascata com 60 m de altura. Formações rochosas de excepcional beleza cênica e incalculável valor sócio-econômico que fazem da cidade um ponto de atração turística.
A cidade foi fundada em torno das corredeiras do rio, nas quais se fazia o garimpo de diamantes. Porém, mais adiante, a economia local se voltou para a criação extensiva de bovinos, seguindo-se a agricultura mecanizada principalmente de soja e milho.